# Petkovec
Petkovec este o localitate din comuna Logatec, Slovenia, cu o populație de 384 de locuitori.